# ウンターグルッペンバッハ
ウンターグルッペンバッハ (ドイツ語: Untergruppenbach) は、ドイツ連邦共和国バーデン＝ヴュルテンベルク州ハイルブロン郡に属す町村（以下、本項では便宜上「町」と記述する）。ハイルブロンの南東約7kmに位置し、シュトゥットガルト大都市圏の周縁部に含まれる。

## 地理

### 位置
ウンターグルッペンバッハは、ハイルブロン郡南部、ネッカー渓谷の台地に位置し、ハイルブロン市に隣接している。

### 隣接する市町村
ウンターグルッペンバッハに隣接する市町村は、北西から時計回りに、ハイルブロン（郡独立市）、レーレンシュタインスフェルト、レーヴェンシュタイン、ラウフェン・アム・ネッカー（飛び地 シュタットヴァルト・エッツレンスヴェンデン）、バイルシュタイン（飛び地 ファルナースベルク）、アプシュタット、イルスフェルト、タールハイム、フライン（以上、ハイルブロン郡）ウンターグルッペンバッハは、アプシュタット、ヴァイルシュタイン、およびイルスホーフェンとともに、イルスホーフェンに本部を置く自治体行政連合「ショツァハ＝ボットヴァールタール」を形成する。

### 町の構成
ウンターグルッペンバッハは、6つの地区からなる。ウンターグルッペンバッハ地区、オーバーグルッペンバッハ地区、ドンブロン地区が一つのグループを形成し、人口の合計は5,100人ほどである。もう一つのグループを形成するのは、ウンターハインリート地区、オーバーハインリート地区、フォアホーフ地区である。このグループには、約2,500人が住んでいる。両グループ間は、約4km離れている。

## 歴史

### ウンターグルッペンバッハ

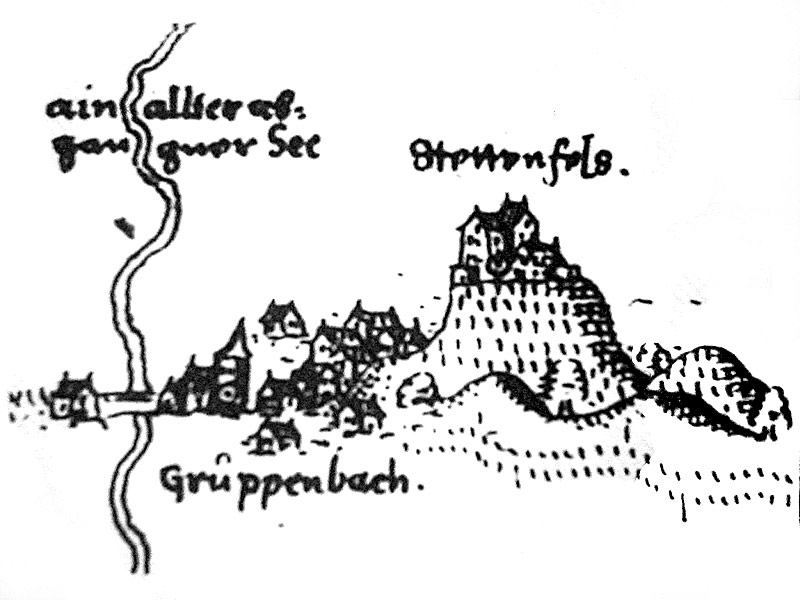
1598年のシュテッテンフェルス城とグルッペンバッハ

シュテッテンフェルスの麓では、おそらく6世紀頃に最初の入植が始まった。最初の文献上の記述は、1109年のコンラート・フォン・メーレンハイムの贈与証明書に、「グルッペンバッハ」の名前で遺されている。グルッペンバッハは、村の名前であると同時に、この地域を流れる川の名前でもあった。この川は、1600年以前にはすでに干上がってしまった湖に注いでいた。名前は、淡水魚のグロッペ（Cottus gobio、カジカの一種、European bullhead）に由来する。中世盛期には、領主が何度も替わった。1277年にプファルツ選帝侯ルートヴィヒ2世がこの村を獲得、1356年以前に村とシュテッテンフェルス城は、ブルカルト・シュトゥルムフェーダーに渡った。シュトゥルムフェーダーは1370年から城の拡張に着手した。1481年に神聖ローマ皇帝フリードリヒ3世は、公衆浴場、パン焼き小屋、大衆居酒屋を村に建設するを許可した。1504年にヴュルテンベルク公ウルリヒは、皇帝の指示によりシュテッテンフェルスの領主権を奪取し、これをレーエンとして世襲式部官コンラート・ツムプ・フォン・ノイブルクに与えた。1524年にこの村の所有者となり1536年にこの村に宗教改革をもたらしたヴォルフ・フィリップ・フォン・ヒルンハイムの手を経て、1551年からこの村はフッガー家の所有となった。三十年戦争の時代、1632年にスウェーデン王グスタフ2世アドルフからヨハン・ニコデミ・フォン・アーハウゼンに授封され、アーハウゼンの死後にはその年のうちに元の所有者に返された。1737年に村の住民とアントン・フッガー伯との間で争いが起こり、2人の村民が射殺された。1747年、アントン・ジグムント・フッガーは領主権をヴュルテンベルク公カール・オイゲンに売却した。
19世紀初めの行政区新設後ウンターグルッペンバッハは1810年までオーバーアムト・バイルシュタイン（オーバーアムトは、行政区分）に属し、1812年のその廃止後はオーバーアムト・ハイルブロンに属したのだが、1812年にオーバーアムト・ベジヒハイムに移管された。その後多くの請願書が提出され、1842年から再びオーバーアムト・ハイルブロンに戻された。1829年に町は城を獲得したが、1852年には再び私邸になった。1893年に郵便局が、1905年に学校が設けられた。1909年と1911年に給水施設と電力網がそれぞれ敷設された。1938年の自治体再編では、ウンターグルッペンバッハはハイルブロン郡に所属することとなった。同じ年の、ハイルブロンからシュトゥットガルトへの帝国アウトバーン（現在はA81号線の一部）とハイルブロンからのアクセス道路の建設で町は大きく変貌した。1953年にはグルッペンバッハ川が暗渠化された。1962年に町は古いプロテスタントの司祭館を獲得し、その後、町役場に改築した。1971年にウンターグルッペンバッハとウンターハインリートは行政共同体を形成し、1974年にウンターハインリートはウンターグルッペンバッハの地区として合併した。

### ウンターハインリート
ウンターハインリートは1139年にコンラート王の随員 Helferich de Hehenried の命名として初めて文書に言及されている。村はホーエンリート城周辺に築かれた。城主は12から13世紀に何度も言及されている。コンラート・フォン・ハインリートは、コンラート・フォン・ヴァインスベルクから1327年に城とノイデナウ市を獲得した。1330年にレーヴェンシュタイン伯ニコラウスが城とウンターハインリート村の半分を獲得した。何度もの売却や担保貸し付けのやりとりを経て、レーヴェンシュタイン伯は1364年に村の全域の領主権を獲得した。ハインリート家は、その後他所に持っていた全所領をも売却してゆき、1462年にフィリップ・フォン・ハインリートを最後の末裔として断絶する以前の1456年には完全に所領を持たない状態になった。ウンターハインリートを含めレーヴェンシュタイン伯領は1504年にヴュルテンベルク領となった。遅くとも1510年までにはレーヴェンシュタイン伯領は解体され、ウンターハインリートはヴュルテンベルクのアムト・バイルシュタインに属すこととなった。1528年、シュヴァーベン同盟軍は、この城が農民の政治的指導者でゲッツ・フォン・ベルリヒンゲンの戦友でもあるハンス・トーマス・フォン・アプスベルクの後援地であるとしてウンターハインリート城を破壊した。
ウンターハインリートは、1807年にオーバーアムト・バイルシュタインからオーバーアムト・ヴァインスベルクに移された。1830年、ショツァハ川に橋が架けられ、1874年に学校が設立された。1900年に郵便局が開局、1908年にはハイルブロンからフライン、ウンターグルッペンバッハ、アプシュタットを経由してウンターハインリートまでの乗り合いバス路線が設けられた。オーバーアムト・ヴァインスベルクの廃止後、1926年にオーバーアムト・ハイルブロン（1938年以後はハイルブロン郡）に編入された。1927年、初めて町民ホールが造られたが、これはヴュルテンベルクで最初の町民ホールであった。第二次世界大戦の終わりまでに、ウンターハインリートの45%、オーバーハインリートの35%、フォアホーフの90%が、アメリカ軍の空爆により破壊されていた。その後、1971年にウンターグルッペンバッハと行政共同体を形成し、1974年に完全に合併した。

### 宗教
1536年にヴォルフ・フィリップ・フォン・ヒルンハイムによって宗教改革がもたらされて以来、ウンターグルッペンバッハではプロテスタントが優勢である。1735年にルートヴィヒ・クサヴァー・フッガーがカトリックの教会建設を試みたのだが、完成前にヴュルテンベルク公カール・アレクサンダーによって破壊された。ウンターグルッペンバッハとウンターハインリートにはそれぞれ独自のプロテスタント教会組織がある。この他にカトリックの聖シュテファン教会、メソジスト教会、新使徒派教会、キリスト教団体「Ecclesia e. V.」 といった教会組織がある。

### 市町村合併
- 1974年1月1日: ウンターハインリート

### 人口推移
| 年   | 計    | 男性  | 女性  |
| ---- | ----- | ----- | ----- |
| 1871 | 2,393 | 1,156 | 1,237 |
| 1880 | 2,558 | 1,251 | 1,307 |
| 1890 | 2,617 | 1,294 | 1,323 |
| 1900 | 2,539 | 1,293 | 1,246 |
| 1910 | 2,491 | 1,254 | 1,237 |
| 1925 | 2,393 | 1,211 | 1,182 |
| 1933 | 2,388 | 1,213 | 1,175 |
| 1939 | 2,277 | 1,137 | 1,140 |
| 1950 | 2,907 | 1,386 | 1,521 |
| 1956 | 2,972 | 1,416 | 1,556 |
| 1961 | 3,338 | 1,593 | 1,745 |
| 1965 | 3,955 | 1,901 | 2,054 |

| 年   | 計    | 男性  | 女性  |
| ---- | ----- | ----- | ----- |
| 1970 | 4,503 | 2,144 | 2,359 |
| 1975 | 5,762 | 2,825 | 2,937 |
| 1980 | 6,441 | 3,147 | 3,294 |
| 1985 | 6,609 | 3,237 | 3,372 |
| 1990 | 6,959 | 3,425 | 3,534 |
| 1995 | 7,438 | 3,680 | 3,758 |
| 2000 | 7,543 | 3,723 | 3,820 |
| 2001 | 7,614 | 3,762 | 3,852 |
| 2002 | 7,556 | 3,738 | 3,818 |
| 2003 | 7,561 | 3,739 | 3,822 |
| 2004 | 7,530 | 3,719 | 3,811 |
| 2005 | 7,549 | 3,743 | 3,806 |

## 行政

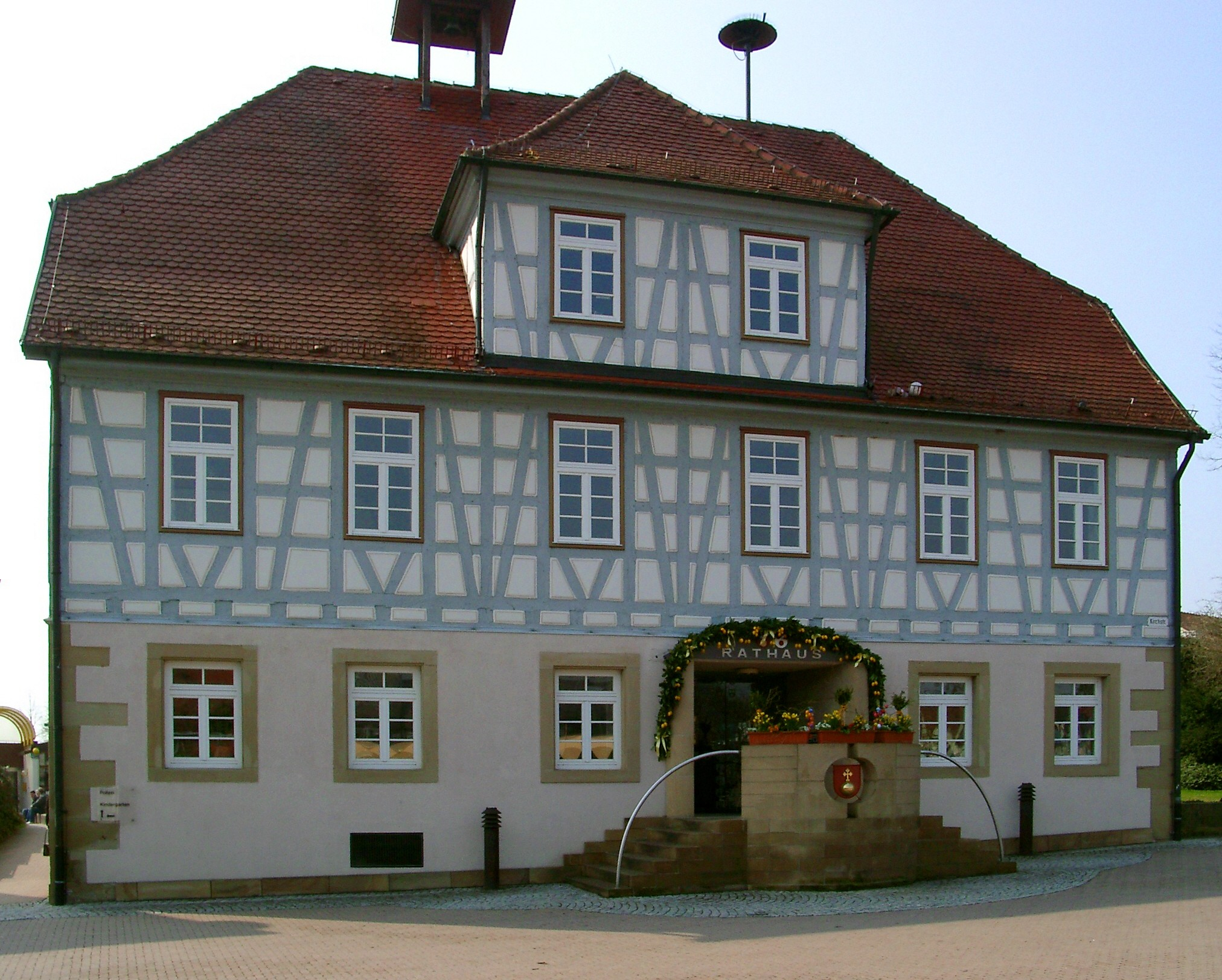
ウンターグルッペンバッハの町役場

### 議会
ウンターグルッペンバッハの町議会は16議席からなり、これに議長を務める首長が加わる。

### 首長
2008年からアンドレアス・フィールリングがウンターグルッペンバッハの町長を務めている。1978年から2002年までヴァイルター・ハイバーが務めた。2002年から2018年までは、無所属のヨアヒム・ヴェラーが首長を務めていた。

### 紋章
図柄: 赤地に、金の三つ葉飾り十字のある金の帝国宝珠。旗は、金 - 赤。
帝国宝珠は、1726年の印章に初めて登場し、1740年の村役場に掲げられた紋章や標石にも現れる。これが、プファルツ選帝侯のレーエン支配に由来するものであるかどうかは定かではない。19世紀から20世紀にかけて、たぶんグルッペンバッハ川を象徴したのであろう波帯の中に魚を描いた別の紋章が一時的に使われた。1939年にヴュルテンベルク文書局と協議を行った結果、最終的に帝国宝珠が町の紋章に決まった。町の紋章と旗は、1963年3月4日にバーデン＝ヴュルテンベルク州内務省の認可を得た。
ウンターハインリートの紋章は、かつてのハインリート家の紋章である。

## 文化と見所

### 建築
ウンターグルッペンバッハ

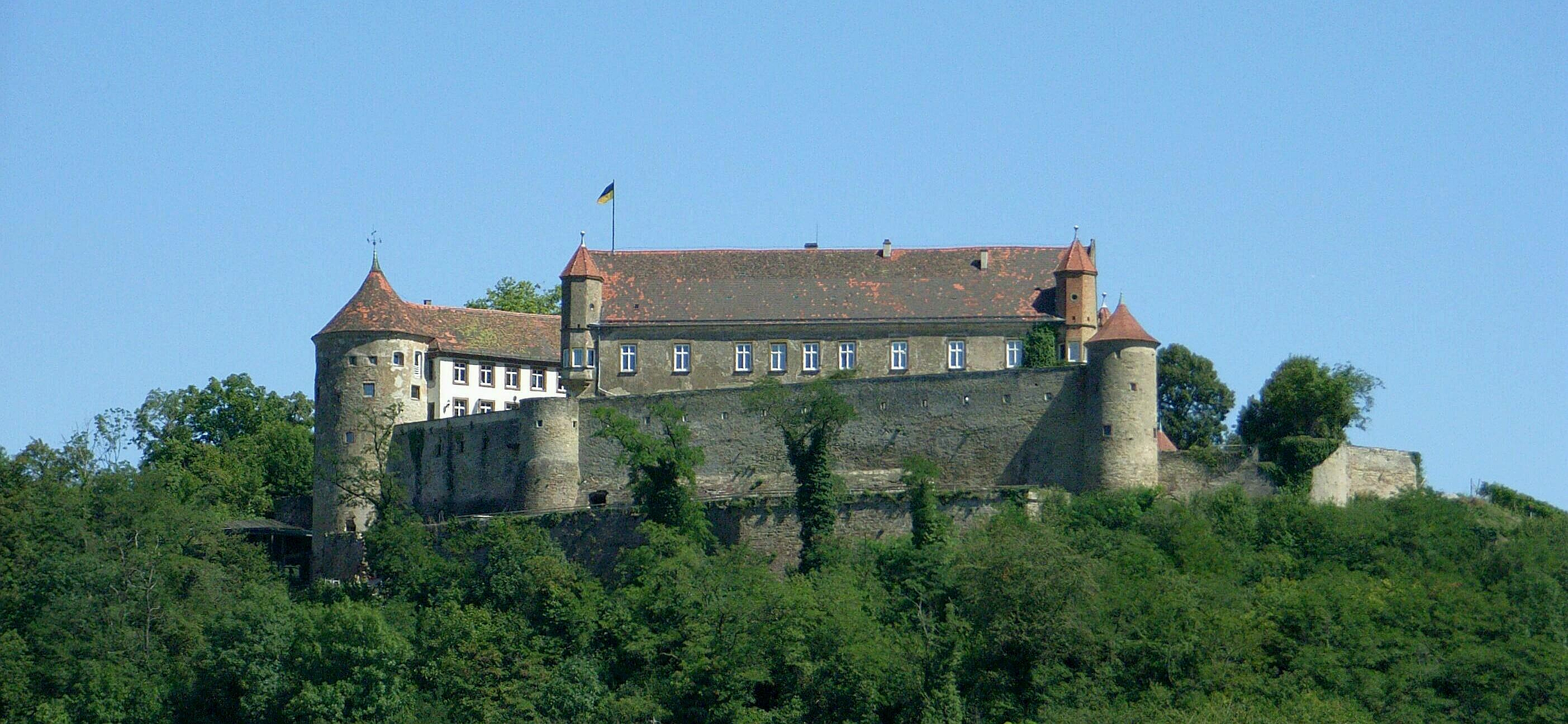
シュテッテンフェルス城

- 町の高台にそびえる砂岩建築、シュテッテンフェルス城は、14世紀にシュトゥルムフェーダー家によって建設され、16世紀にフッガー家によって拡張された。ウンターグルッペンバッハの中心部および周辺地域のすばらしい眺めを楽しむだけでなく、夏にはジャズ・コンサートや、屋外劇場など数多くの催し物に利用されている。
- 1740年の旧町役場は、独特な門建築で、フランツ・ヘッフェーレの設計に基づき、フッガー家によって建設された。

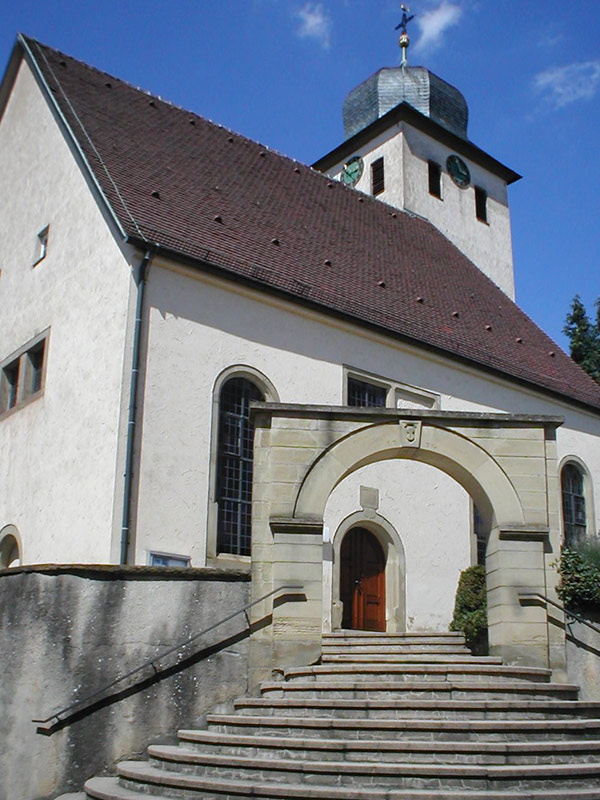
ウンターハインリートのプロテスタント教区教会

- 現在の町役場は、18世紀の木組み建築である。この建物はプロテスタントの教区教会の近くに建っているが、かつてはプロテスタントの牧師館であった。
- プロテスタントの教区教会は、中世の塔が印象的な教会である。身廊は、ネオロマネスク様式で、1903年から1904年にハインリヒ・ドルメッチュによって建設された。この建物には、ハイルブロンのイェーガーハウス（狩りの家）近くにあった石橋の石材が転用されている。教会の献堂は1904年3月20日であった。
- 学校は、1904年から1905年にオーバーアムトの建築責任者エッケルトの設計により建設され、1905年6月26日に落成した。1950年に2つの教室が増築された。
- 比較的新しい歴史建造物の一つに、町の中央部ツォラー通り10番にある、「ブドウ農園主の館」と呼ばれる建物がある。

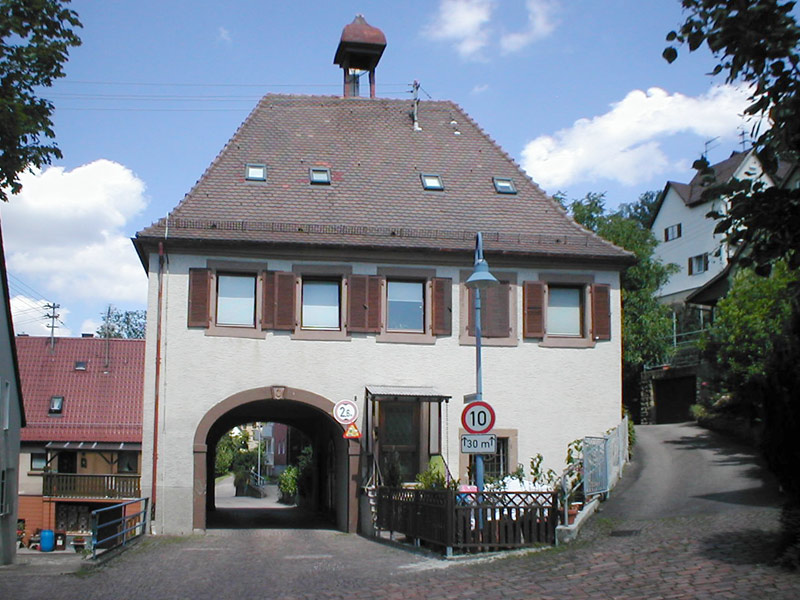
旧町役場
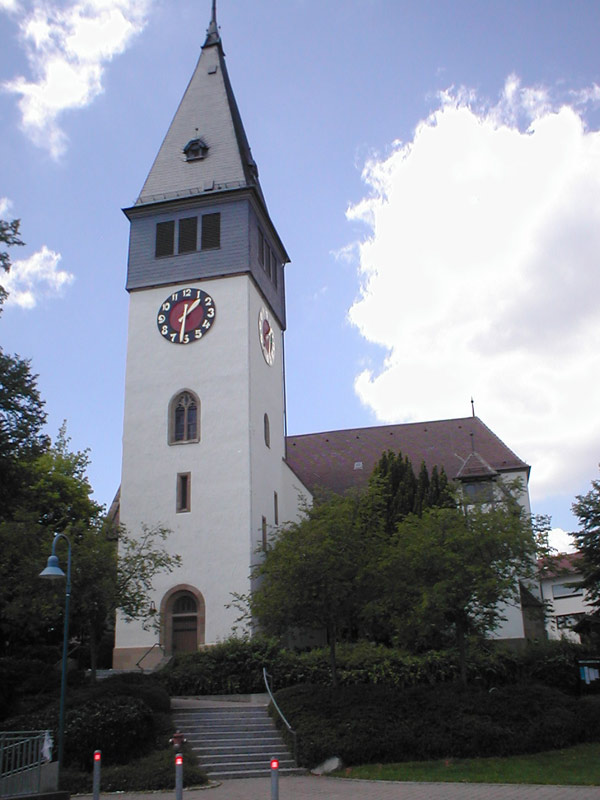
プロテスタント教区教会
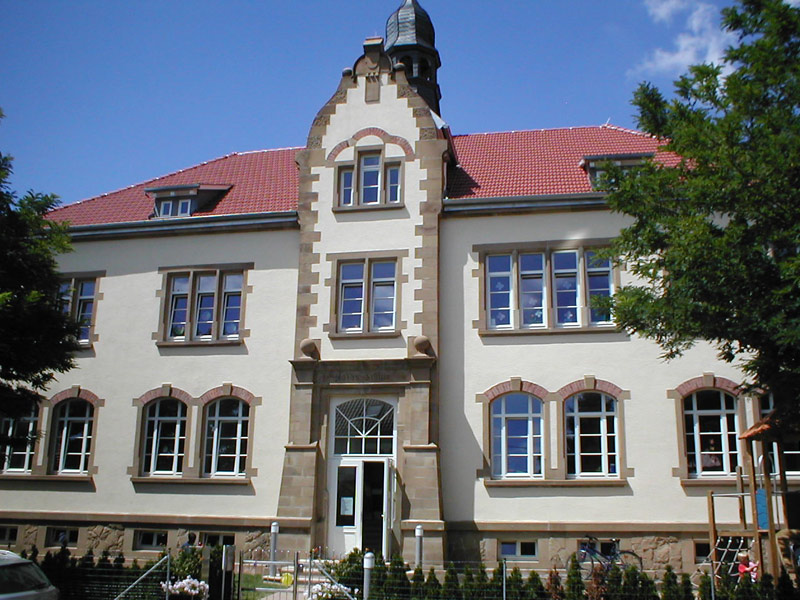
学校
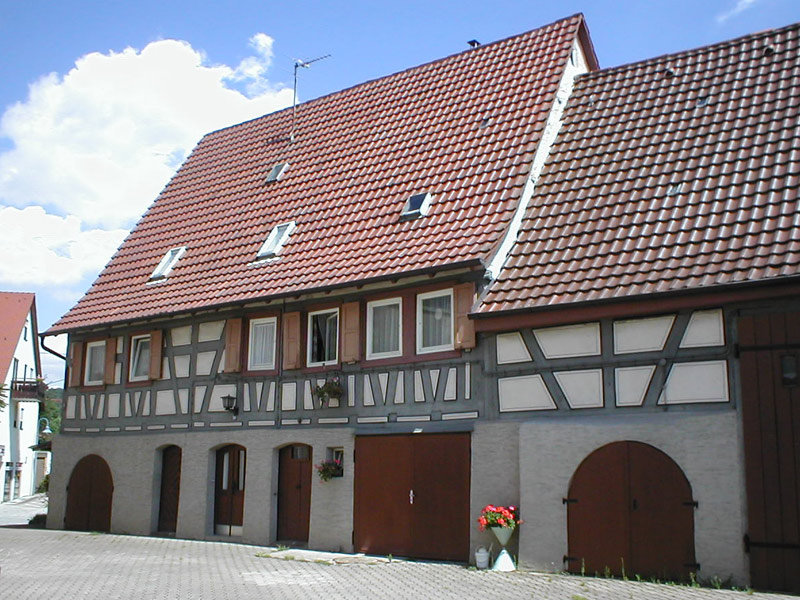
ブドウ農園主の館

ウンターハインリート
- プロテスタントの教区教会は、ゴシック様式の塔が特徴の教会である。この教会は1359年にニコラウス教会として初めて記録されている。1578年という日付の残る石材があり、その後補修が行われてきたことを示している。教会の身廊が現在の姿になったのは1722年で、バロック様式のデザインである。教会前のアーチ型の門には1774年の日付がある。1787年と1794年には、塔とその屋根がそれぞれ改修されたが、1801年の冬の嵐で屋根はまた損傷を負った。1901年には、やはり冬の嵐で教会の西側の一部が崩れた。1957年と1967年に大規模な修復が行われ、1968年には4つめの鐘が設置された。
- 教会の近くにある牧師館は、教会と同じく18世紀に改修がなされた。古い銃眼が元々の建築を想像させる。
- ワイン製造所は、地区中心の歴史建造物アンサンブルを完成する建築である。この建物の建設年代は知られていない。歴史的な屋根の木組みは、ウルムの大聖堂の木組みと類似点が見られる。このワイン製造所は、1832年に王室官房から町の所有になった。建物は1990年に増改築がなされ、現在は図書館として用いられている。
- 歴史的建築は、特に古くから建設が始まっていたシュプロイアーベルク付近に見られる。18番の印象的な石のファサードをもつ建物は、石材工の住居として1809年に建設された。その近くには、さらに歴史的な木組み建築が見られる。

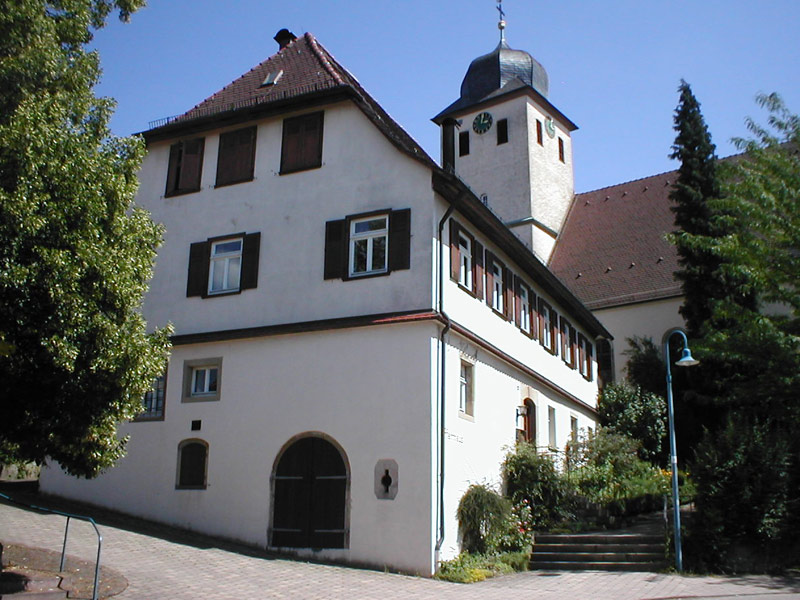
牧師館
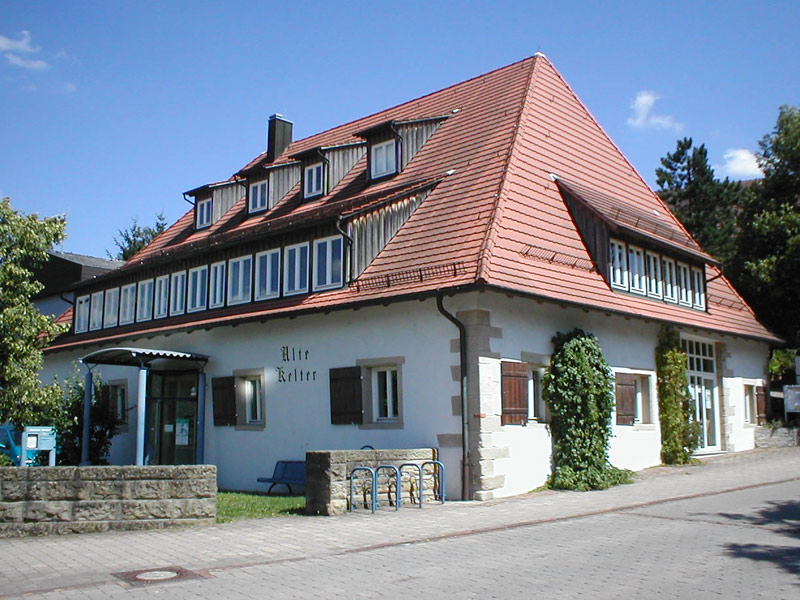
ワイン製造所
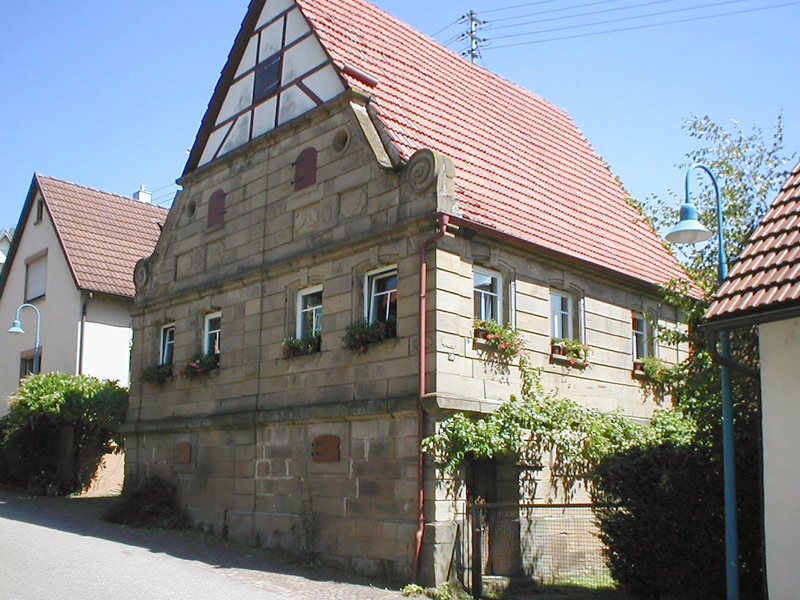
石材工の館
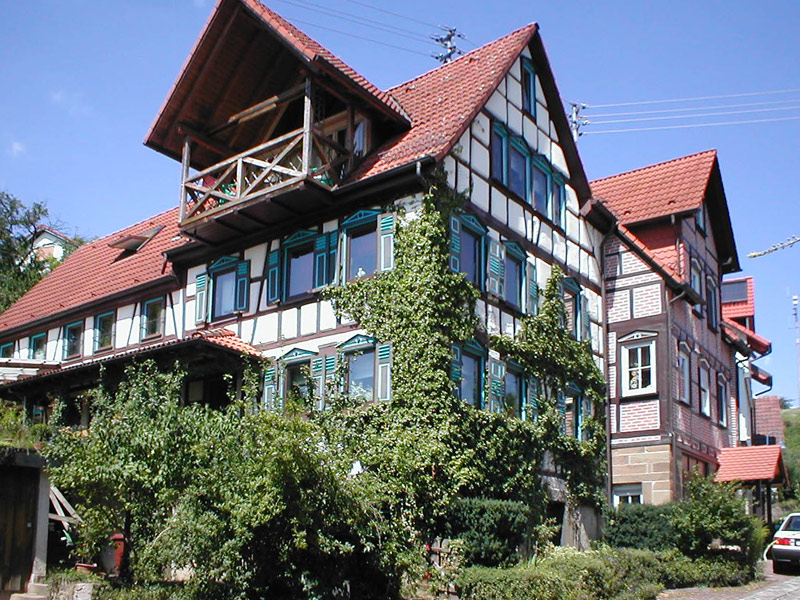
シュプロイアーベルクの木組み建築

## 経済と社会資本

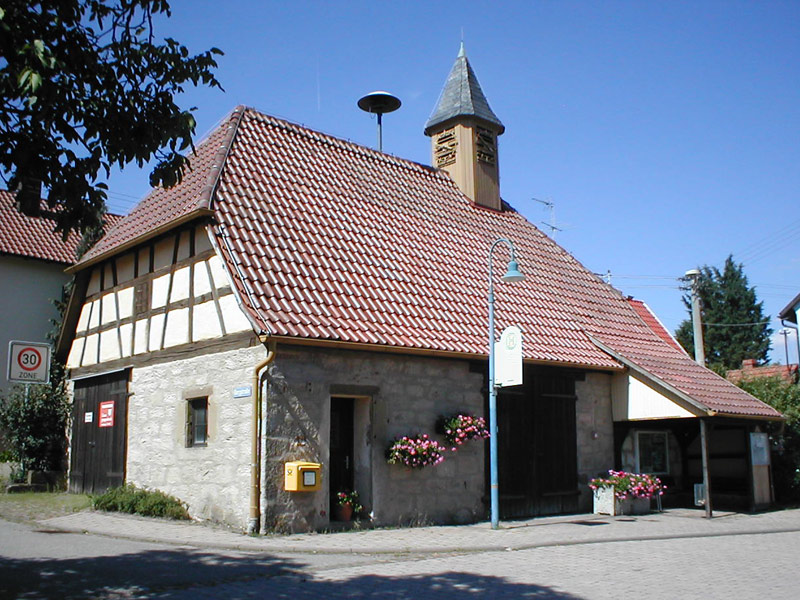
フォアホーフの古いワイン製造所前のバス停

ウンターグルッペンバッハは、ヴュルテンベルク・ウンターラント地方キルヒェンヴァインベルク地区に属す歴史的なヴュルテンベルク・ワインの産地である。

### 交通
ウンターグルッペンバッハは、連邦アウトバーンA81号線（ヴュルツブルク - ゴットマーディンゲン）により広域道路網に接続している。

### 地元企業
ウンターグルッペンバッハの企業中最大のものは、2002年1月1日からそのグループセンターを置くGETRAGである。このグループセンターでは、研究、開発、その他の業務が行われており、ウンターグルッペンバッハにおかれた企業部門では600人以上の従業員が働いている。

### メディア
ウンターグルッペンバッハでの出来事は、日刊紙 Heilbronner Stimme の南東部版 (SO)に掲載される。

### 公的機関
町の西部、フライン近くにパイプライン網CEPSにつながる NATO-タンク基地がある。フィリップスブルク＝フッテンハイムやボックスベルクからの配管はここで終わっている。

## 人物
- フリードリンデ・グル＝ヒルシュ（1954年 - ）政治家 (CDU)。Ministerium für Ernährung und Ländlichen Raum Baden-Württembergの秘書官、バーデン＝ヴュルテンベルク州議会議員。